# Urz Goanag Breiz
Urz Goanag Breiz (en français : Ordre de l'Espérance de Bretagne) est un mouvement de jeunesse fondé en 1943 par Herry Caouissin, visant à promouvoir l'identité et la culture bretonnes à travers une approche inspirée du scoutisme.
Actif sous l'Occupation allemande, ce mouvement s'inscrit dans le contexte du nationalisme breton et du catholicisme, avec la devise « Doué ha Breiz » (Dieu et Bretagne). Lié à la revue pour enfants O Lo Lê, il a rassemblé environ un millier de membres à son apogée en 1944. Après la Seconde Guerre mondiale, il a influencé la création de l'Urzh Skouted Bleimor en 1946.

## Organisation et fonctionnement
L'Urz Goanag Breiz s'adresse aux jeunes de 7 à 18 ans, répartis en trois catégories d'âge.  

### Recrutement
L'adhésion est soumise à quatre conditions :
- être breton
- être lecteur d'O Lo Lê
- avoir prêté la promesse de Saint-Yves le 19 mai[note 1]
- et avoir réussi un examen culturel breton[3].

## Historique

### Contexte et création
L'Urz Goanag Breiz est créé en 1943 par Herry Caouissin, ancien comédien routier et animateur du journal illustré O Lo Lê, lancé en novembre 1940,. Ce journal, destiné à la jeunesse bretonne, promeut un nationalisme chrétien et des valeurs culturelles bretonnes. L'idée du mouvement émerge spontanément à partir du feuilleton « Les Loups de Coatmenez » publié dans O Lo Lê, qui suscite l'enthousiasme des lecteurs. Ces derniers, surnommés « Loups » (garçons) et « Hermines » (filles), s'organisent pour former un mouvement structuré. La déclaration officielle du mouvement est enregistrée le 27 mai 1943 à la préfecture de Quimper. 
Inspiré par l'Urdd Gobaith Cymru, un mouvement de jeunesse gallois créé en 1928 pour promouvoir la culture celtique, Herry Caouissin adapte ce modèle à la Bretagne en y intégrant une forte dimension catholique, tout en visant un caractère culturel plutôt que strictement confessionnel. Le siège du mouvement est établi à Landerneau (Finistère), avec un recrutement prévu dans les cinq départements bretons. 
Les membres sont organisés en petites unités appelées « Tiernad », dirigées par des « Tiern » (chefs) ou « Tiernez » (cheftaines). Les activités incluent des jeux, des danses, des chants bretons, des sports, ainsi que des apprentissages en histoire, langue bretonne, et instruction religieuse. L'insigne du mouvement, conçu par l'artiste breton Xavier de Langlais, représente une croix celtique blanche herminée sur fond or. Les membres portent un uniforme composé d'une chemise verte, d'une cravate ou d'un foulard blanc, et d'une culotte ou jupe noire. Les distinctions, appelées « gwallen » (anneaux celtiques), sont attribuées pour des compétences variées, comme la langue bretonne, l'histoire ou le secourisme. Les chefs de clan, ou « Penn-Tiern » et « Penn-Tiernez », portent des écussons passepoilés d'or.

### Soutiens et collaborations
Le mouvement bénéficie du soutien de figures du mouvement breton, comme l'abbé Jean-Marie Perrot, Dom Alexis Presse, et l'abbé Lardic, qui agissent comme conseillers spirituels. Régis de l'Estourbeillon, président de l'Union régionaliste bretonne, est nommé président d'honneur. Janig Caouissin, épouse d'Herry et ancienne cheftaine scoute, ainsi que Roparz Le Masson, écrivain et capitaine de vaisseau, contribuent à l'organisation.

### Après-Guerre
Fondé sous l'Occupation allemande, alors que le scoutisme traditionnel est interdit, l'Urz Goanag Breiz s'inscrit dans un courant de nationalisme breton qui suscite des débats,. La revue O Lo Lê et le mouvement prônent une identité bretonne indépendante et chrétienne, parfois marquée par des positions anticommunistes, anglophobes, et, selon certaines sources, antisémites. Ces ambiguïtés idéologiques, portées par certains rédacteurs extrémistes, entraînent des controverses. Herry Caouissin, interné à la fin de la guerre, bénéficie d'un non-lieu après huit mois.
Le mouvement, éphémère en raison du contexte de l'Occupation et de l'épuration qui suit la Libération, cesse ses activités en 1944,.

## Héritage
Après la guerre, l'Urz Goanag Breiz inspire la création de l'Urzh Skouted Bleimor en 1946, un mouvement scout breton initié par Perig et Lizig Géraud à Paris, dans les milieux de l'émigration bretonne. Ce nouveau mouvement s'inscrit dans une démarche de repli culturel, marquée par le discrédit du nationalisme breton après 1945.